# Портрет Александра Александровича Башилова
«Портрет Александра Александровича Башилова» — картина Джорджа Доу и его мастерской из Военной галереи Зимнего дворца.
Картина представляет собой погрудный портрет генерал-лейтенанта Александра Александровича Башилова из состава Военной галереи Зимнего дворца.
Во время Отечественной войны 1812 года генерал-майор Башилов был шефом Тамбовского пехотного полка, отличился в сражении под Городечно. В начале Заграничного похода находился при осаде Торна, однако в мае 1813 году уволен в отставку «за ранами и жестокими припадками» с правом ношения мундира.
Изображён в генеральском мундире, введённом для пехотных генералов 7 мая 1817 года. На груди слева звезда ордена Св. Анны 1-й степени, справа кресты орденов Св. Георгия 4-й степени и Св. Иоанна Иерусалимского; золотой крест «За взятие Базарджика» и серебряная медаль «В память Отечественной войны 1812 года» на Андреевской ленте. С тыльной стороны картины надпись: Bachiloff. Подпись на раме с ошибкой в инициале: А. Л. Башилов, Генералъ Маiор.
7 августа 1820 года Комитетом Главного штаба по аттестации Башилов был включён в список «генералов, заслуживающих быть написанными в галерею» и 1 мая 1822 года император Александр I повелел написать его портрет. Гонорар Доу был выплачен 24 марта 1825 года и 21 июня 1827 года. Готовый портрет был принят в Эрмитаж 8 июля 1827 года.